# Artículos de fe
Los artículos de fe son un listado de creencias en algunas instancias numeradas y comenzando por lo general con «Nosotros creemos...», que resumen y generalmente definen la teología fundamental de una religión y/o iglesia dada.
Dichos artículos de fe son comunes tanto en el cristianismo como en el islam.

## Cristianismo

### Catolicismo y Anglicanismo
El Símbolo Niceno y la versión más corta, el Símbolo de los Apóstoles, son artículos o profesiones, de fe pronunciadas por miembros de la Iglesia católica y la Comunión anglicana. Por lo general, es recitada durante la misa, y el de los Apóstoles, durante otras ocasiones y congregaciones.

### Protestantismo
Las iglesias protestantes, así llamadas porque protestaron en contra de la autoridad del Papa durante la reforma, usan un listado de creencias generales de acuerdo a sus congregaciones. De los artículos originales, miles de variantes han surgido en las líneas particulares de cada denominación.
Otros grupos considerados no-protestantes, sino restauracionistas, como La Iglesia de Jesucristo de los Santos de los Últimos Días, usan este tipo de documentos, como los artículos de fe del mormonismo.

## Islam
Tradicionalmente, hay seis creencias básicas de los musulmanes Suní, los cuales incluyen una creencia en un Dios, ángeles, profetas (Adán, Abrahán, Noé, Moisés, Jacob, David, Salomón, Jesús y Mahoma), escrituras (el Tawrat, Zabur, Injil y el Qur'an), el juicio final (Akhirah o vida después de la vida) y la predestinación.
- Datos: Q4800925